# Новоаширово
Новоаши́рово (рос. Новоаширово) — село у складі Матвієвського району Оренбурзької області, Росія.

## Населення
Населення — 330 осіб (2010; 424 у 2002).
Національний склад (станом на 2002 рік):
- татари — 97 %